# Павильон Арсенала
Павильон Арсенала (фр. Pavillon de l'Arsenal) — музей градостроительства и архитектуры Парижа.

## История
Название здания отсылает к старой пороховой мануфактуре, на месте которой оно было построено в 1879 году.
Здание Павильона вначале использовалось в качестве картинной галереи для частной коллекции торговца деревом Лорана-Луи Борниша (фр. Laurent-Louis Borniche), затем использовалось в качестве подсобного помещения магазина Самаритен. В 1954 году помещение выкуплено городом, разместившим здесь свои архивы. И только в 1988 году помещения Павильона переделываются под музей урбанизма и архитектуры.

## Коллекция
Постоянная коллекция музея прослеживает эволюцию города, отмечая 12 основных этапов его развития: от деревни на острове Сите, через последовательные расширения крепостных стен города, до его нынешнего состояния.
Часть экспозиции посвящена будущему города. Здесь представлены сотни проектов Парижа и парижского региона. Документальные фильмы об этих проектах, их макеты и интервью с их архитекторами позволяют лучше представить общее направление развития города, понять тенденции в его развитии.
Помимо постоянной экспозиции, музей предоставляет половину своей площади регулярно проходящим временным тематическим выставкам.

## Практическая информация
Музей расположен в IV округе Парижа, ближайшие станции метро — Sully-Morland и Bastille.
Адрес: 21, boulevard Morland, 75004 Paris.
Время работы: вторник — суббота, 10:30 — 18:30; воскресенье, 11:00 — 19:00.
Вход в музей бесплатный.